# Словения на летних Олимпийских играх 2008
Словения принимала участие в Летних Олимпийских играх 2008 года в Пекин (Китай) в пятый раз за свою историю, и завоевала одну золотую, две серебряные и три бронзовые медали.

## 01!Золото
- Лёгкая атлетика, мужчины, метание молота — Примож Козмус.

## 02!Серебро
- Плавание, женщины, 200 метров, вольный стиль — Сара Исакович.
- Парусный спорт, мужчины — Василий Жбогар.

## 03!Бронза
- Дзюдо, женщины — Луция Полавдер.
- Стрельба, мужчины — Раймонд Дебевец.

## Результаты соревнований

### Академическая гребля
В следующий раунд из каждого заезда проходили несколько лучших экипажей (в зависимости от дисциплины). В финал A выходили 6 сильнейших экипажей, остальные разыгрывали места в утешительных финалах B-F.
Мужчины
| Соревнование  | Спортсмены          | Предварительный заезд | Предварительный заезд | Предварительный заезд | Отборочный заезд | Отборочный заезд | Отборочный заезд | Четвертьфинал | Четвертьфинал | Четвертьфинал | Полуфинал | Полуфинал | Полуфинал | Финал   | Финал   | Итоговое место |
| Соревнование  | Спортсмены          | Заезд                 | Время                 | Место                 | Заезд            | Время            | Место            | Заезд         | Время         | Место         | Заезд     | Время     | Место     | Время   | Место   | Итоговое место |
| ------------- | ------------------- | --------------------- | --------------------- | --------------------- | ---------------- | ---------------- | ---------------- | ------------- | ------------- | ------------- | --------- | --------- | --------- | ------- | ------- | -------------- |
| двойки парные | Лука Шпик Изток Чоп | 1                     | 6:39.49               | 3 Q                   | не участвовали   | не участвовали   | не участвовали   | не проводится | не проводится | не проводится | 1         | 6:23,81   | 2 QA      | Финал A | Финал A | 6              |
| двойки парные | Лука Шпик Изток Чоп | 1                     | 6:39.49               | 3 Q                   | не участвовали   | не участвовали   | не участвовали   | не проводится | не проводится | не проводится | 1         | 6:23,81   | 2 QA      | 6:33,96 | 6       | 6              |